# Corethrella lutea
Corethrella (Corethrella) lutea – gatunek muchówki z rodziny Corethrellidae.
Gatunek ten został opisany w 2012 roku przez Arta Borkenta i Ulmara Grafe, wyłącznie na podstawie samic.
Muchówka o czole z dwoma dużymi szczecinkami między oczami. Czułki i głaszczki ma brązowe. Cztery początkowe człony biczyka czułków są stosunkowo krótkie. Na tułowiu jasnobrązowe lub brązowe scutum kontrastuje z ciemniejszymi, ciemnobrązowo upstrzonymi pleurami. Skrzydła są pozbawione pigmentacji, a przezmianki brązowe. Odnóża są jasnobrązowe z ciemnobrązową nasadową połową tylnego uda. Charakterystyczne są stosunkowo grube uda środkowej pary. Odwłok ma barwę jasną lub jasnożółtą z jasnobrązowymi przednio-bocznymi częściami tergitów od drugiego do szóstego, brązowymi sternitami i siódmym segmentem oraz ciemnobrązowymi segmentami ósmym i dziewiątym.
Owad znany wyłącznie z Borneo: z terenu Brunei i malezyjskiego stanu Sarawak. Zamieszkuje lasy torfowe i mieszane lasy dwuskrzydlowe na wysokości 30–220 m n.p.m..